# Istoria Ungariei

## Istoria Panoniei înainte de venirea ungurilor
În epoca romană, regiunea vestică a actualului stat Ungaria se numea în latină Panonia, și era locuită de diverse triburi panonice. Ultimii care au invadat în acea perioadă Câmpia Panonică au fost hunii, conduși de Attila.
Hunii la un moment dat au făcut alianță cu Imperiul Roman, acesta folosindu-i în luptele împotriva galilor. In anul 453 moare Attila, o dată cu el se dezmembrează și imperiul său. În timpul urmașilor lui Attila hunii au fost alungați de către triburile germanice ale lombarzilor (longobarzi) aliați cu gepizii, care au pus stăpânire vreme de circa o sută de ani pe acest teritoriu (Bazinul Panonic), după ce longobarzii au migrat spre Italia.
În secolul al VI-lea triburi slave au migrat în partea sudică a Europei, multe din ele trecând prin Câmpia Panonică. În jurul anului 560, pe urmele hunilor și în urma gepizilor, avarii asiatici cuceresc teritoriul Panoniei și îl păstrează sub controlul lor timp de două secole până în secolul VIII. Urmează o perioadă de dominație a francilor, a regatului  slav Moravia Mare și a principatelor slave ale Balatonului până la sfârșitul secolului al IX-lea, când maghiarii (ungurii) au pătruns în Europa Centrală, în principal prin Pasul Verețki, pe văile Nistrului și Tisei mijlocii. 

Imagine indicând migrația maghiarilor din stepele Asiei spre Europa.

## Originea și migrarea ungurilor
Urmele cele mai depărtate ale triburilor maghiare ne duc în epoca străveche, în mileniile dintre anii 10000 și 4000 î.Hr., în țara de baștină din zona munților Urali. În jurul anului 4000 î.Hr. această comunitate uraliană se dezmembrează, iar grupurile etnice fino-ugrice desprinse din ea se vor stabili la vest de Urali, la nord și la sud de confluența râurilor Volga și Kama. În mileniul al III-lea și al II-lea ungurii își continuă modul de viață preponderent de culegători, bazat pe o economie naturală. În preajma anului 1500 î.Hr. în modul de viață al fino-ugricilor a avut loc o schimbare fundamentală: trecerea la o economie productivă bazată pe agricultură și creșterea animalelor. În această perioadă are loc dezmembrarea unității fino-ugrice și formarea unei limbi de fond ugrice. În jurul anului 1000 î.Hr. se dezmembrează și unitatea ugrică, drept care începând cu această perioadă putem vorbi de habitatul predecesorilor propriu-ziși ai ungurilor, pe care cercetătorii l-au plasat de-a lungul cursului mijlociu al Volgăi Magna Hungaria. Protomaghiarii aici au intrat în contact cu iranienii din stepă, în special cu alanii, după cum o dovedesc câteva împrumuturi lexicale. Apoi, s-au aflat vreme îndelungată în relații cu triburi turanice. Maghiarilor li s-au alăturat onogurii, de unde și numele de unguri sub care acest popor a fost cunoscut de lumea creștină. De la alți turanici, vecini ai ciuvașilor, maghiarii au împrumutat foarte multe cuvinte, mai ales aproape ceea ce privește agricultura și creșterea vitelor, precum și multe din antroponime. Mai multe triburi maghiare din epoca cuceririi sunt desemnate prin nume turanice. Totuși, tipul fizic al ungurilor nu pare să se fi modificat în urma vreunui metisaj, căci a rămas mereu europoid prin excelență. În această regiună stepică s-au grupat triburile maghiare între secolele XII-II-lea î.Hr. Aici au adoptat un stil de viață din ce în ce mai nomad/migrator care a contribuit la coeziunea acestui popor format din triburi amestecate. Către secolul al VII-lea sau al VIII-lea, maghiarii au părăsit regiunea și în jurul anului 750 ajung în Levedia aflată între Don și Marea Azov. Acesta-i locul unde duc legende și firul tradiției populare maghiare cu privire la descălecat: legenda lui Hunor și Magor. Peste câteva decenii triburile maghiare migrează mai departe către apus, în secolul IX maghiarii se găsesc între Nipru și Nistru, în ținutul numit Etelköz (Teritoriul dintre râuri). Aici cele șapte triburi maghiare și cele trei triburi cabarice (turcice) care li s-au atașat își aleg conducători comuni. Sub comanda conducătorului principal (kende) Levéd și a secundului său (gyula) Álmos pătura militară conducătoare a ungurilor, în urma diferitelor alianțe militare temporare, se angajează uneori în campanii militare (sau ca mercenari) duse la mare distanță. Tot de aici maghiarii întreprindeau și raiduri de pradă. Încă din 837 ungurii au răspuns unei cereri a bulgarilor și au intervenit în regiunea Dunării, pentru a-i opri pe deportații din Adrianopol să se întoarcă în orașul lor de baștină din regiunea nord-dunăreană în care au fost așezați.

## Descălecatul

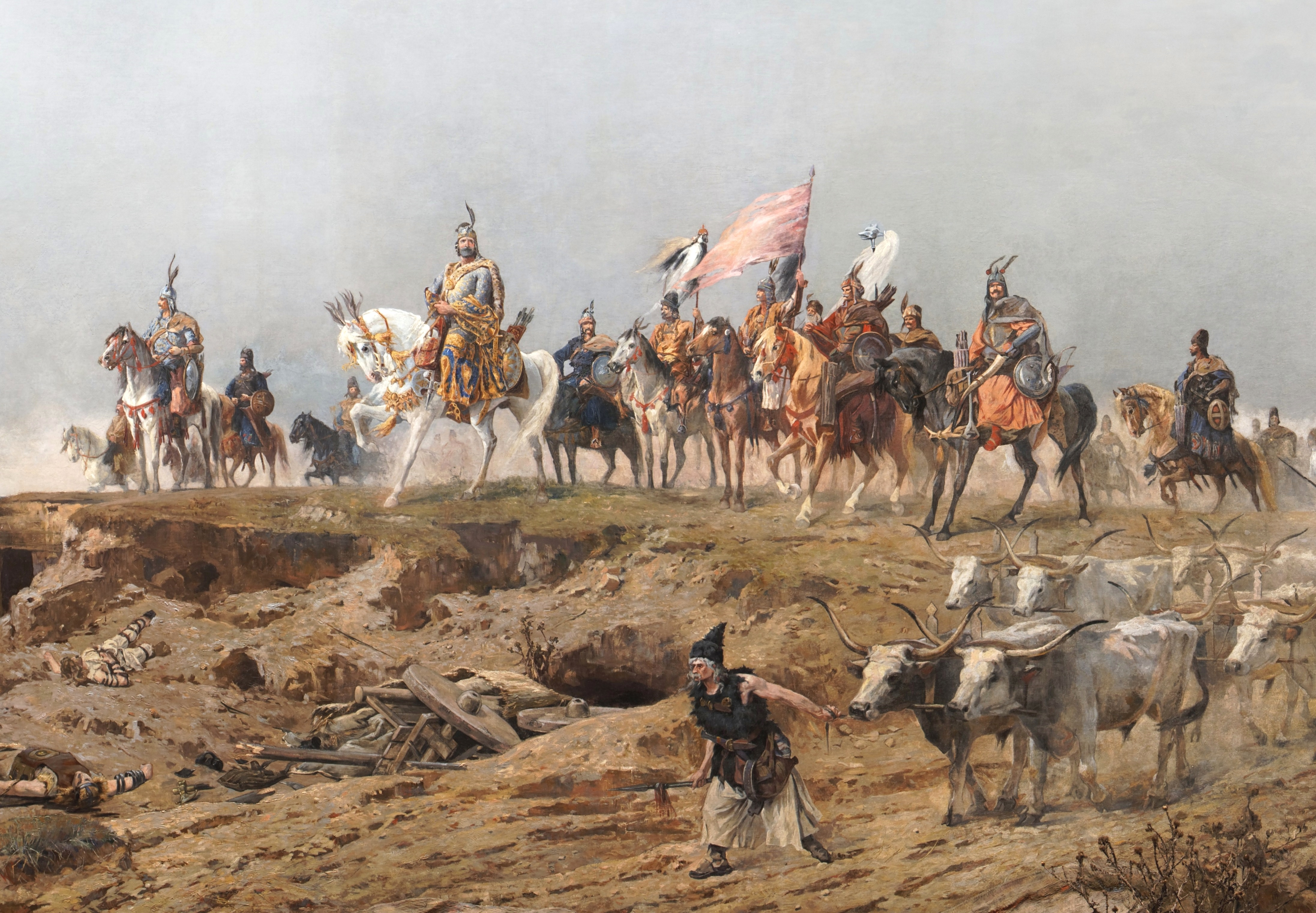
Descălecatul maghiarilor conduși de Arpad

În 862 ungurii au pătruns pentru prima dată în centrul Europei, unde au fost implicați în războaiele dintre moravi și francii răsăriteni. În 881 au ajuns până la Viena, chemați de cneazul morav Svatopluk I. Peste 11 ani ei au fost chemați de ducele Arnulf împotriva vechilor lor aliați și au devastat Moravia Mare. Peste câțiva ani implicarea ungurilor în conflictele de la Dunăre s-a întețit. Au fost solicitați de moravi împotriva francilor în 894, apoi de împăratul bizantin Leon al VI-lea Filozoful împotriva bulgarilor. În 839 și în 862 războinici călări maghiari apar la Dunărea de Jos respectiv în Bazinul Panonic (Câmpia Panonică), probabil in căutare de femei si pășuni verzi . În 895 Imperiul Roman de Răsărit încurajează triburile maghiare să pornească o campanie împotriva Țaratului Bulgar. Aceștia au acceptat, au trecut Dunărea pe la Silistra și au ajuns la Preslav. Dar acest succes foarte rapid l-a neliniștit pe Leon al VI-lea care nu dorea să vadă o nouă putere barbară apărând în locul unei Bulgarii creștinate în cele din urmă. Maghiarii prinși între bulgari și pecenegi, s-au aflat într-o situație neprevăzută. Pecenegii care se găseau într-o migrație către vest, și la îndemnul bulgarilor, au atacat restul triburilor maghiare din nordul Mării Negre. Sub amenințarea pecenegilor, singurul mijloc pentru maghiari a fost să treacă Carpații în Bazinul Panonic, prin Transilvania și prin Pasul Verețki, urmând cursul râurilor (văile) Nistru și Tisa. Ocuparea integrală a Câmpiei Panonice nu a fost un proces complet pașnic, părțile Transdanubiene (la vest de Dunăre) fiind stăpânite de principatul bavarez, iar cele nord-estice de imperiul morav. În Câmpia Panonică și în nord-vestul Transilvania triburile migratoare maghiare se lovesc și de interesele țaratului bulgar. Unele teorii susțin că în zona Transilvaniei erau și căteva formațiuni prestatele a blazilor și slavilor totodată alte teorii susțin că erau formațiuni valahă. Câmpia Panonică nu a fost niciodată un pustiu, acolo existând populații diferite (huni, gepizi, avari, slavi), dar maghiarii au fost primii care au reușit să o cuprindă sub o stăpânire organizată și durabilă. Potrivit unor cercetători (Gyula László) există teoria că ungurii în timpul descălecatului au găsit aici populații maghiarofonă, care au venit mai devreme, în jurul anilor 670 (dublă descălecare). Procesul descălecatului (venirii) lor se consideră încheiat în jurul anului 900, după care timp de 50 de ani triburile din Panonia au făcut raiduri de pradă în jur.

### Incursiuni de pradă

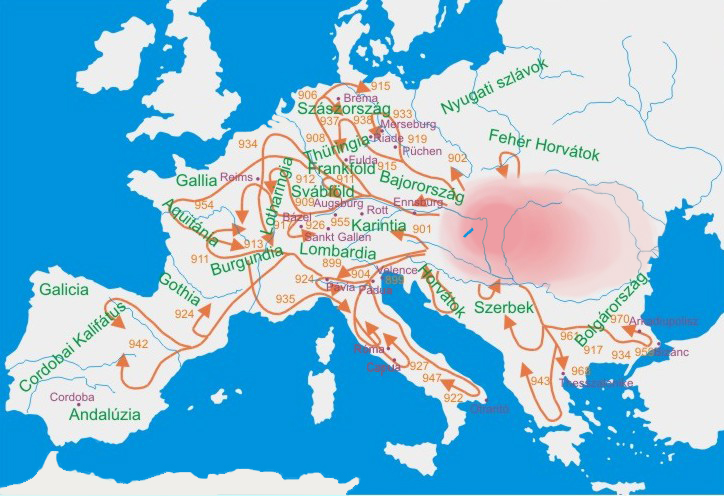
Campaniile militare și de pradă a ungurilor (sec. IX.)

Deceniile următoare descălecatului sunt cunoscute sub denumirea de perioadă a incursiunilor prădătoare militare. Din noua patrie au intreprins zeci de expediții în Europa centrală și occidentală, ajungând până pe coasta Atlanticului, în Peninsula Iberică, în sudul celei Italice etc. Uneori ei au fost stimulați de principii creștini aflați în conflict cu vecinii lor, alteori a fost mirajul aurului și al bogățiilor. Cruzimea și rapiditatea cu care operau ungurii în expedițiile lor de pradă i-a determinat pe contemporani să îi considere un adevărat flagel, numit „biciul lui Dumnezeu” (o aluzie la Attila, pe care, de altfel, ungurii îl pretindeau a fi strămoșul lor). Acestea erau campanii de prădare și de impunere de tributuri, însă ele nu erau pornite fără pregătiri temeinice, și uneori în urma stabilirii unor prealabile alianțe militare. Puteri europene aflate în conflict apelau adesea la serviciile ungurilor, trimițându-i să prădeze țara inamicului, care apoi se vedea obligat să-și răscumpere pacea prin plata unor tributuri regulate. Ungurii astfel au prădat nordul Germaniei (Brema), teritorii în apropierea Spaniei, părțile apusene ale Franței, colțul sudic al peninsulei italice, Bizanțul, dar mai ales regiunile germane. Incursiunile orientate către apus vor fi curmate de două înfrângeri: la Merseburg în 933 și definitiv lângă Augsburg (pe câmpia Lechfeld) în 955. Rezultatul luptei a fost catastrofal pentru maghiari care sunt zdrobiți de cavaleria grea germană, iar Otto I este sărbătorit și aclamat de trupele sale ca "Pater patriae" și salvator al creștinătății, dând un nou avânt renașterii ideii unui imperium cristianum în Europa. După 934 ungurii s-au orientat și către spațiul bizantin, unde au întreprins expediții de jaf, uneori și în colaborare cu pecenegii. Relațiile cu Bizanțul s-au desfășurat și pe plan confesional. Cu ocazia unei solii, două căpetenii maghiare, Bulcsu și Gyula, s-au creștinat și au adus cu ei un episcop, Hierotheus, cu rolul de a-i evangheliza pe unguri. În a doua jumătate a secolului al X-lea a început și misionarismul german printre unguri, care a sfârșit prin a-i aduce definitiv în anul 1000 în orbita Papalității.
Pe parcursul secolului al X-lea, în ciuda numeroaselor expediții (circa 50 în 75 de ani), ungurii au început să se sedentarizeze (de la viața seminomadă) și să adopte practici agricole de la populațiile cu care conviețuiau în Pannonia. Această sedentarizare, evoluția societății maghiare și misionarismul au fost premisele esențiale ale înființării regatului maghiar în anul 1000, când Ștefan I al Ungariei a devenit primul rege al ungurilor.

### Începutul creștinării
Situația politică externă a devenit nefavorabilă. Bizanțul ocupă Bulgaria și a încheiat o alianță cu Otto I., suveranul Imperiului romano-german. Ducele Géza ajuns suveran în aceste împrejurări, era conștient de faptul că unică asigurare a unei păci durabile este creștinarea maghiarilor ce implica și integrarea lor în rânduiala europeană. A solicitat misionari creștini, trecând el însuși la creștinism.

## Regatul Ungariei
Regatul Ungar a luat ființă în anul 1000 sub conducerea lui Ștefan I al Ungariei, primul rege maghiar. Numele păgân al acestuia a fost Vajk (Voicu). Tatăl său, Géza, a fost conducător al triburilor ungare.

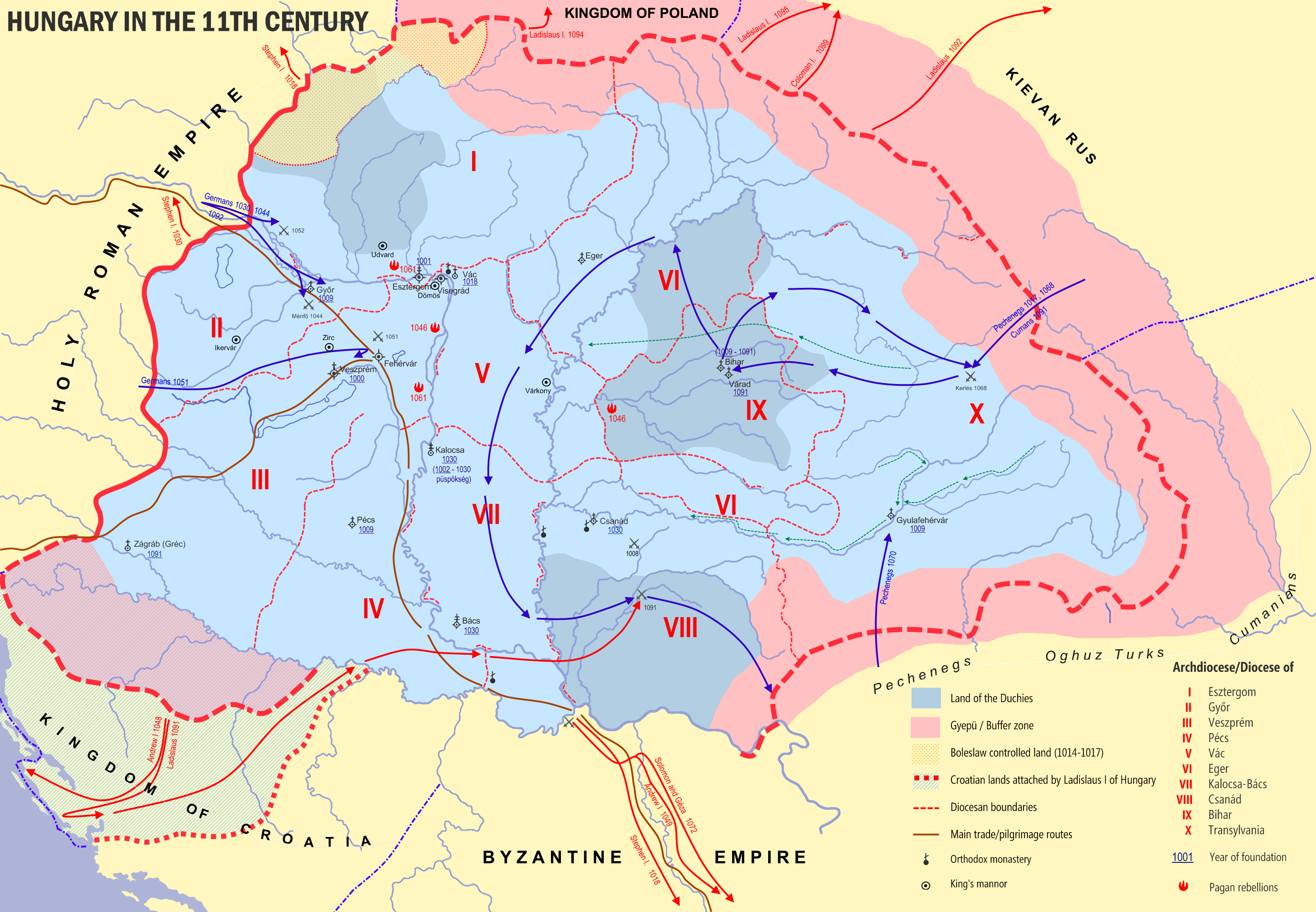
Regatul Ungariei in sec. XI

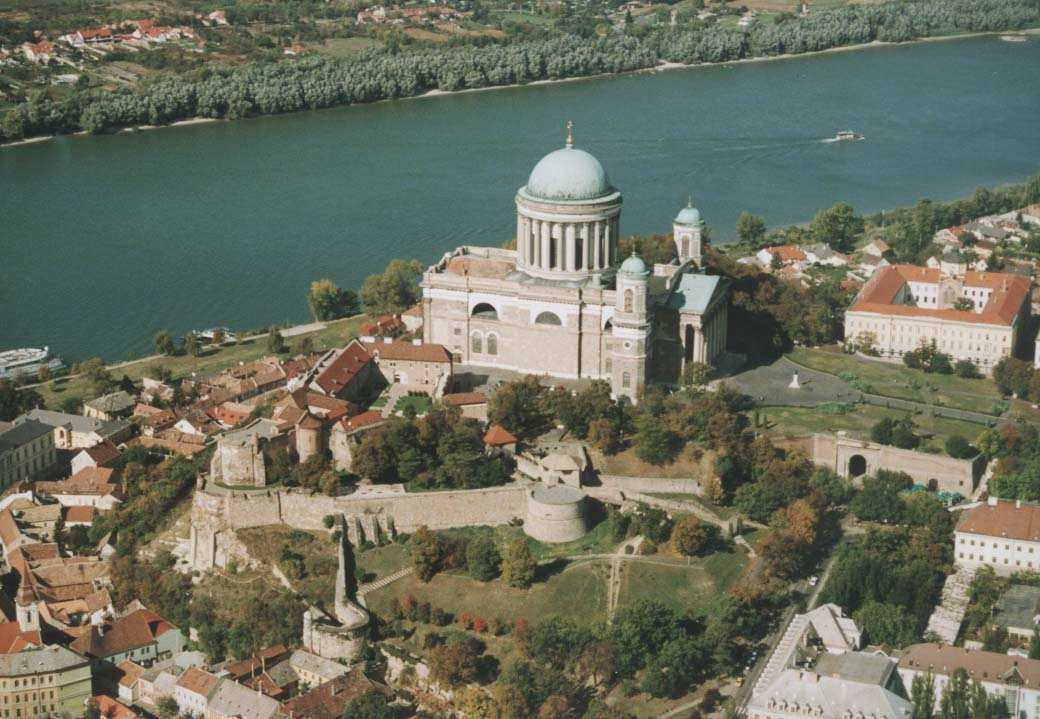
Basilica Esztergom

Ștefan I, cunoscut și ca Sfântul Ștefan, s-a botezat, după care s-a căsătorit cu Ghizela de Bavaria. În anul 996 a devenit conducătorul Ungariei. În anul 1000 a fost încoronat la Esztergom cu o coroană primită de la papa Silvestru al II-lea. Ca rege creștin a înființat zece episcopii pe teritoriul regatului său, și a susținut răspândirea creștinismului. În plan administrativ a împărțit țara în comitate (în maghiară vármegye), după model carolingian. Istoria politică a Ungariei a evoluat alături de cea a Poloniei și Boemiei. Regatul Ungar a deținut suzeranitatea asupra Moldovei și Țării Românești (Ungrovlahia), pe care nu și-a putut-o menține efectiv.
Între 1241–1242 Ungaria a fost asaltată și înfrântă de hoardele tătare și mongole conduse de Batu Han în bătălia de la Muhi.
Treptat, în timpul dinastiei Árpád statul maghiar s-a alăturat civilizației europene. Sub dinastia Angevinilor, Ungaria și-a pierdut controlul asupra Valahiei în urma bătăliei de la Posada din 9–12 noiembrie 1330, dusă împotriva voievodului Basarab I de către regele Carol Robert de Anjou. Acesta scapă de furia valahilor (românilor) cu fuga, deghizat în haine femeiești. De asemeni, Ungaria pierde și controlul Moldovei în 1359.

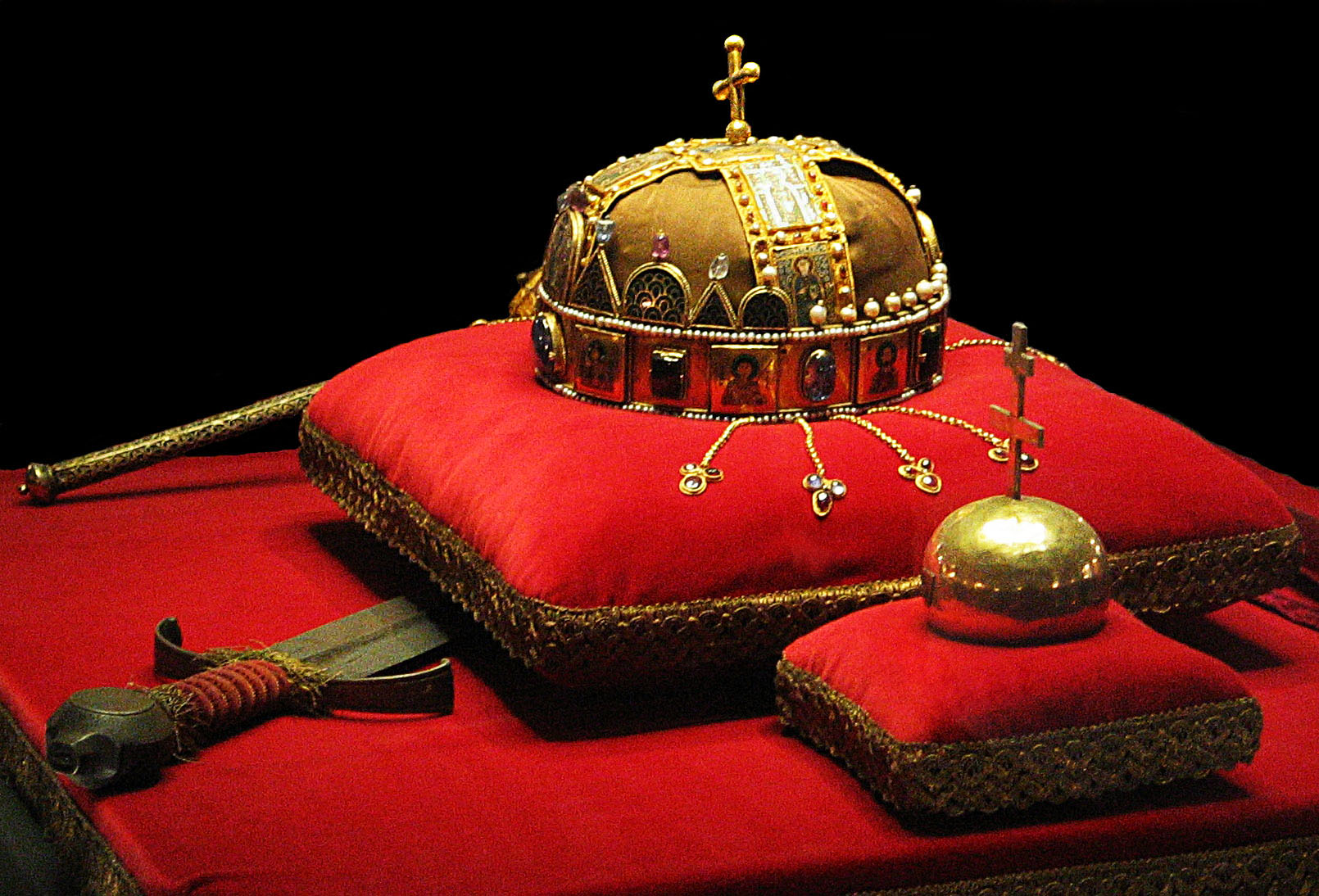
Coroana Sfântului Ștefan I.

Un moment important în istoria Ungariei îl constituie domnia regelui Matia Corvin, la origine maghiaro-română (valaho-cumană) din Transilvania. Regele Matia Corvin, a fost fiul lui Ioan de Hunedoara (cunoscut ca János Hunyadi de către maghiari) și al lui Erzsébet Szilágyi și a condus Regatul Ungar din 1458 până în 1490. În această perioadă Ungaria a cunoscut o perioadă înfloritoare, devenind o țară importantă din punct de vedere cultural-artistic în centrul Europei până la Renaștere. Matia Corvin a luptat împotriva Imperiului Otoman, realizând independența Ungariei față de acesta.
Independența regatului medieval a luat însă sfârșit în 1526 după bătalia cu otomanii de la Mohács. Regatul a fost împărțit în trei părți: partea de vest a fost anexată Austriei, în est Principatul Transilvania a rămas independent, iar centrul Ungariei a ajuns raia (turcească) sub stăpânirea Imperiului Otoman.
După 150 de ani de ocupație otomană, în secolul XVII Austria și alianța creștină au eliberat centrul Regatului medieval maghiar, ocupat de Imperiul Otoman.
Revolta maghiară antihabsburgică (numit și Războiul curuților) pentru independență dintre anii 1703 și 1711 condusă de Francisc Rákóczi al II-lea a contribuit și ea la eliberarea țării.
Revoluția burgheză condusă de Lajos Kossuth din 1848–1849, a fost stinsă prin intervenția  Austriei cu ajutorul Rusiei Țariste.

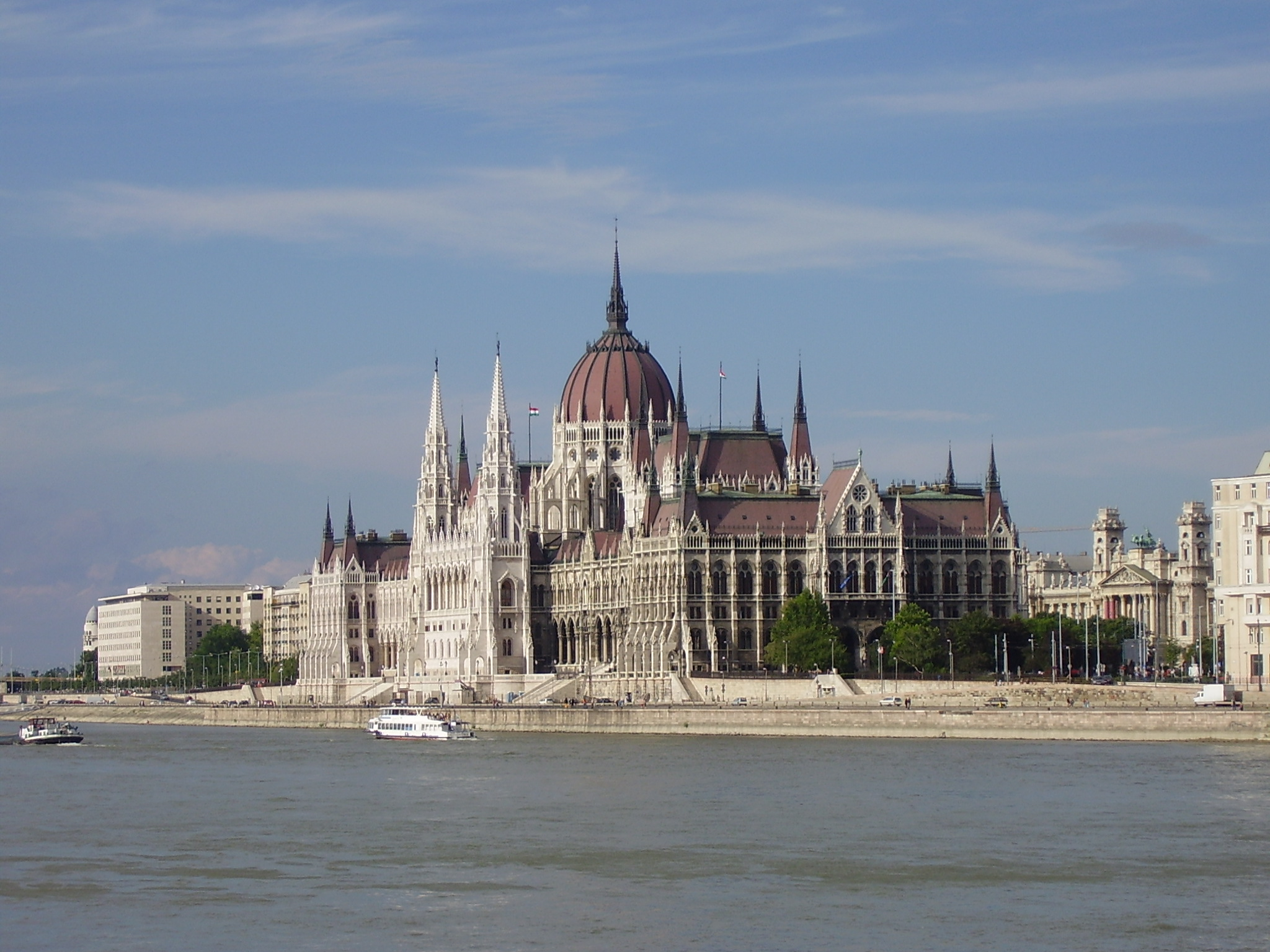
Parlamentul din Budapesta

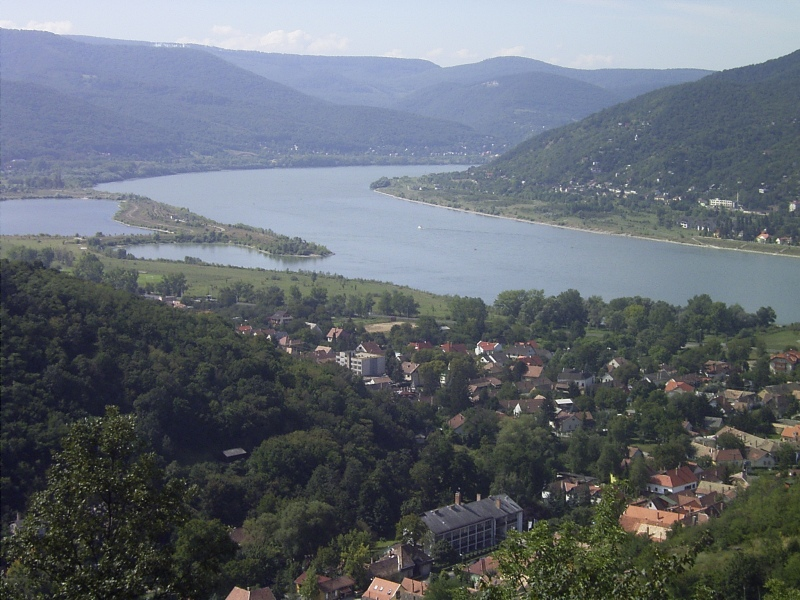
Dunarea la Visegrad

## Ungaria în secolul XX
La 16 noiembrie 1918 s-a proclamat Republica Ungară, ca urmare a destrămării Imperiului Austro-Ungar în urma primului război mondial. În martie 1919 comuniștii a preluat puterea sub conducerea lui Béla Kun care a proclamat Statul Sovietic Ungar.
În ianuarie 1920 amiralul Miklós Horthy a fost ales de adunarea națională ca Regent al statului maghiar. Regele Carol I al Austriei a încercat să revină la tronul Ungariei, dar fără succes.
La 4 iunie 1920 s-a semnat Tratatul de la Trianon, ca urmare a primului război mondial și a destrămării Imperiului Habsburgic care a fixat noile granițe ale Ungariei. Ungaria a pierdut 71% din teritoriu și 66% din populație, dar nu trebuie neglijat faptul că la acea dată minoritățile etnice depășeau mult populația maghiară. Trebuie însă recunoscut că o treime din populația maghiară a devenit o minoritate etnică în țările vecine, noi formate ca România, Cehoslovacia, ulterior URSS, astăzi Slovacia și sud-vestul Ucrainei, Iugoslavia, astăzi Serbia și Croația.
Ungaria a pierdut și singurul port maritim la Marea Adriatică, Fiume, azi Rijeka în Croația.
În anii 1930 amiralul Horthy s-a aliat cu Adolf Hitler, cu speranța de a primi înapoi teritoriile pierdute din Primul Război Mondial. Astfel, Ungaria a anexat Sudul Slovaciei și Rutenia subcarpatică iar apoi, după Diktatul de la Viena din 1940, Ardealul de Nord, iar în 1941 o parte din nordul Serbiei — Voivodina. Ungaria a intrat în Al Doilea Război Mondial alături de Germania împotriva U.R.S.S.. Adolf Hitler l-a înlocuit pe amiralul Miklós Horthy în septembrie 1944, după ce acesta a consimțit la un armistițiu cu Uniunea Sovietică și l-a instalat pe pro-nazistul Ferenc Szálasi liderul partidului Crucile cu Sageți. Începând din anii 1920, dar mai ales după aderarea la Pactul Anticomintern Ungaria a adoptat o serie de legi și măsuri antievreiești.
În ultimul an al războiului mondial guvernul Ungariei și apoi în mod deosebit regimul partidului "Crucilor cu Săgeți" au participat din plin la Holocaust. În jur de 440.000 evrei în 145 de trenuri au fost deportați la Auschwitz, inclusiv marea majoritate a  evreilor din Ungaria rurală și Ardealul de Nord.
Ungaria a fost scoasă de sub ocupația trupelor germane în urma ofensivei armatei sovietice, la care a participat și armata română. Lupte grele s-au dus în special pentru cucerirea Budapestei.
După o perioadă scurtă de democrație, 1946–1947, după 1948 liderul comunist Mátyás Rákosi a instaurat regimul comunist după modelul sovietic, al lui Stalin. Acesta a fost principalul motiv al izbucnirii Revoluției maghiare din 1956 (denumită până în 1989 "contrarevoluție"). Un nou guvern înclinat spre reforme, condus de Imre Nagy a anunțat ieșirea țării din Pactul de la Varșovia, inițiat și patronat de Uniunea Sovietică. Armata sovietică de ocupație a înăbușit în sânge revolta populară, sovieticii instalându-l la conducerea statului pe János Kádár, care devenise omul lor de încredere. Profitând de faptul că în timpul revoltei granițele au fost deschise, circa un milion de maghiari au emigrat din Ungaria spre Occident.

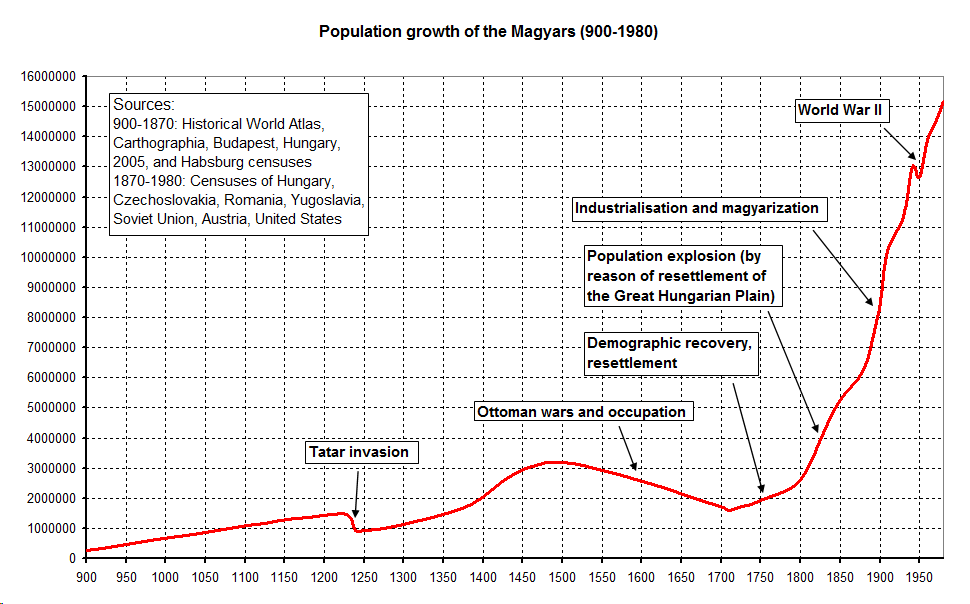
Evoluția populației maghiare între 900 și 1980

Ulterior, în anii 70, sub conducerea lui Kadar regimul comunist a făcut unele reforme de liberalizare  în domeniul economic și cultural .
Ca urmare a noii politici de reforme ("perestroika " și "glasnosti") inițiate și promovate de Mihail Gorbaciov în Uniunea Sovietică, s-au prăbușit regimurile comuniste în întreaga Europă de Est, inclusiv in Ungaria. Trecerea la noua orânduire, bazată pe revenirea la economia de piață și pe respectarea drepturilor omului, s-a făcut de această dată ca în majoritatea statelor din Europa de Est fără vărsare de sânge.
La 23 octombrie 1989, Mátyás Szűrös a proclamat a treia Republică Ungară și a devenit președinte. Primele alegeri libere, democratice s-au desfășurat în anul 1990.
În 1999 Ungaria a devenit membru al NATO.
La 1 mai 2004, Ungaria a intrat în Uniunea Europeana.